# 布拉提斯拉瓦市美術館
布拉提斯拉瓦市美術館（縮寫為：GMB）是位於斯洛伐克首都布拉提斯拉瓦的的一座博物館，她是斯洛伐克第二大的美術館。館舍設在米爾巴赫宮和約翰·帕爾菲宮。

## 历史
美術館成立於1961年，但收藏藝術作品則大多來自於始於19世紀的布拉提斯拉瓦市博物館。目前美術館共收藏大約35,000件藝術品。

## 外部連結
- 官方網站 （页面存档备份，存于） （英語）